# Henryka Bartnicka-Tajchert
Henryka Bartnicka-Tajchert (* 19. Januar 1922 in Włodawa; † 26. Mai 1997 ebenda) war eine polnische Pfadfinderin, Widerstandskämpferin gegen den Nationalsozialismus, Häftling im KZ Ravensbrück und im KZ Bergen-Belsen sowie Zahnärztin.

## Leben
Henryka Bartnicka besuchte die Volksschule in ihrer Heimatstadt und absolvierte anschließend von 1936 bis 1937 die Handelsschule von Kowel. Ab 1937 besuchte sie das Gymnasium von Włodawa. 1939, im ersten Jahr des Zweiten Weltkrieges, arbeitete sie für die Versicherungsgesellschaft „Powszechny Zakład Ubezpieczeń Wzajemnych“ in Włodawa. In dieser Zeit nahm sie Verbindung auf zum illegalen Pfadfinderverband Szare Szeregi in Włodawa, der von Piotr Kołodziejek geleitet wurde. Diese Pfadfinderabteilung hatte sich militärische Aufgaben gestellt, u. a. die Bewegungen der deutschen Wehrmacht zu beobachten. Zwischen April und Juni 1940 wurde die Gruppe von der Gestapo zerschlagen. Ihre Mitglieder wurden verhaftet und teils gefoltert. Unter ihnen war auch Henryka, die im Gestapogefängnis des Schlosses Lublin inhaftiert wurde. Nach einigen Monaten wurde sie am 23. September 1941 in das Frauenkonzentrationslager Ravensbrück überstellt, wo sie die Häftlingsnummer 7618 erhielt. Hier suchte sie den Kontakt zum illegalen Pfadfinderverband „Mury“ und schloss sich der im Lager entstandenen Gruppe „Cementy“ an. Außerdem beteiligte sie sich an den pädagogischen Bemühungen der Häftlingsorganisation, die auf bessere Bildung und Charakterfestigung gerichtet waren. Sie selbst erwarb sich Kenntnisse auf Gymnasialniveau mit der Hilfe von Wanda Madlerowa (Häftlingsnummer 6009), einer ehemaligen Direktorin des Gymnasiums in Biała Podlaska. Ihre Mitschülerinnen waren Krystyna Czyż, Janina Iwańska, Jolanta Krzyżanowska, Janina Marciniak, Janina Marczewska, Lala Siwecka-Betty und Halina Żaba.

### 1945–1997
Am 28. Februar 1945 wurde sie in das KZ Bergen-Belsen überstellt, wo sie am 2. März ankam. Nachdem das Lager am 15. April 1945 durch die britische Armee befreit worden war, wurden die Häftlinge, die überlebt hatten, durch das Internationale Komitee vom Roten Kreuz am 8. Juli 1945 nach Schweden gebracht, wo sie zur Rekonvaleszenz auf verschiedene Krankenhäuser verteilt wurden. Die an Flecktyphus Erkrankten kamen in das Krankenhaus von Malmö. Nachdem Henryka am 2. August als geheilt entlassen werden konnte, wurde sie von den Eheleuten Jurgensen aufgenommen, die in Falsterbo im südlichen Teil von Schweden wohnten. Im November 1945 kehrte sie in ihre polnische Heimatstadt Włodawa zurück, wo sie am 15. Juni 1946 ihr Abitur absolvierte. Anschließend ließ sie sich in Warschau für ein Studium der Zahnmedizin immatrikulieren. Hier wurde sie 1950 zur Zahnärztin graduiert. Von 1951 bis 1956 arbeitete sie als Zahnärztin in der Stadt Ełk. 1956 ging sie nach Włodawa zurück, wo sie bis zum Eintritt in ihren Ruhestand 1980 praktizierte.
Henryka Bartnicka-Tajchert war seit dem 8. August 1948 verheiratet mit Jan Tajchert, der während des Krieges in der Untergrundarmee Armia Krajowa gekämpft hatte. Sie ist Trägerin der Auszeichnung Orden Polonia Restituta.